# طاق حسين سيد هادي (حسينية انديمشك)
طاق حسین سید هادي (بالفارسية: طاق‌حسین سیدهادی) هي قرية تقع في إيران في قسم حسینیة الريفي. يقدر عدد سكانها بـ 20 نسمة .